# Коттедж президента Линкольна
Коттедж президента Линкольна (англ. President Lincoln’s Cottage) — национальный памятник США, расположен в пригороде Вашингтона.
Создан на основе Солдатского Дома, также известен как Коттедж Андерсона.
Коттедж был построен в 1843 году в стиле новой готики как дом банкира Джорджа Ригса.
Семья Линкольна проживала в коттедже для того чтобы избежать политического давления которое могло быть при проживании в центре города. Линкольны поселились в коттедже после президента Джеймса Бьюкенена (жил в коттедже в период 1857—1861 годы).
Линкольн жил в коттедже с июня по ноябрь в период с 1862 по 1864 годы. В первое лето проведенное в коттедже Линкольн написал проект Прокламации об освобождении рабов. Супруга президента Мэри Линкольн тепло вспоминала о времени проведенном в коттедже, в 1865 году она писала что «нежно полюбила Солдатский Дом».
Коттедж также служил летней резиденцией для президентов Хейса (в период с 1877 по 1881 годы) и Артура (в период с 1881 по 1885 годы).
Коттедж был отнесен к Национальным историческим памятникам США 7 ноября 1973 года, и занесен в Национальный реестр исторических мест США 11 февраля 1974 года. В 2000 году коттедж был отнесен организацией National Trust for Historic Preservation к числу America’s Most Endangered Places. 7 июля 2000 года коттедж был отнесен к национальным памятникам указом президента США Билла Клинтона.
Коттедж прошел реставрацию в 2007 году, и с 18 февраля 2008 года открыт для публичного посещения.
Среди обстановки коттеджа имеется копия стола, на котором Линкольном была подписана Прокламация об освобождении рабов. Оригинальный стол находится в Белом доме.